# Кавасе Акіко (синхронна плавчиня)
Кавасе Акіко (13 липня 1971) — японська синхронна плавчиня.
Учасниця Олімпійських Ігор 1996 року, де в командних змаганнях здобула бронзову медаль.